# Мэйджоритовый гранат
Мэйджорит или мэйджоритовый гранат (англ. majoritic garnet, majorite) — минерал группы гранатов с химической формулой Mg3(MgSi)(SiO4)3. Открыт в 1970 году. Назван в честь Алана Мэйджора, работавшего совместно с Э. Рингвудом над синтезом высокобарных гранатов.
Отличается от других гранатов тем, что в нём весь кремний располагается как в кислородных тетраэдрах, так и в октаэдрах. Детальное изучение кристаллов Na-мэйджорита с помощью монокристальной рентгеновской дифракции позволило установить тетрагональную сингонию этой фазы с пространственной группой I41/acd.
Образование мэйджоритового граната связано с высокобарическим растворением мэйджоритового (MgSiO3) компонента в составе граната, которое происходит в сублитосферных условиях (нижняя часть верхней мантии и переходная зона). Причем преобразование ортопироксена начинается уже на глубине 410 км, а клинопироксен трансформируется в мэйджоритовый гранат только на рубеже «520 км». Ниже глобальной границы «670 км» мэйджорит замещается перовскитоподобными фазами, на долю которых приходится около 80% объема нижней мантии.
В ходе подъема пород в верхние горизонты Земли в мэйджорите нередко возникают структуры распада (ламели) пироксена, отражающие их декомпрессионное разложение. Присутствие таких ориентированных вростков в гранатах метаморфических комплексов  рассматривается как индикатор ультравысокобарных условий (UHPM). Например, гранат на острове Отроу, Норвегия содержит до 19 мольн.% Maj (3.19 формульных единицы Si), что соответствует давлению более 12 ГПа.